# Osgood (Missouri)
Pour les articles homonymes, voir Osgood.
Osgood est un village situé à l'ouest du comté de Sullivan, dans le Missouri, aux États-Unis,. Il est incorporé en 1886.

## Démographie
Lors du recensement de 2010, le village comptait une population de 48 habitants. Elle est estimée, en 2016, à 45 habitants.

### Source de la traduction
- (en) Cet article est partiellement ou en totalité issu de l’article de Wikipédia en anglais intitulé « Osgood, Missouri » (voir la liste des auteurs).